# Jörn Müller-Quade
Jörn Müller-Quade (* 1967 in Darmstadt) ist ein deutscher Informatiker, Kryptograph und Hochschullehrer am Karlsruher Institut für Technologie.

## Leben
Müller-Quade studierte von 1987 bis 1993 Informatik an den Universitäten Erlangen und Karlsruhe. Anschließend war er am Karlsruher Institut für Algorithmen und Kognitive Systeme (IAKS) tätig, wo er bis 1999 die Forschungsgruppe für diffraktive Optik leitete. 1998 promovierte er in Karlsruhe unter Betreuung von Thomas Beth mit einer computeralgebraischen Schrift Algorithmen zur Dekomposition rationaler Abbildungen zum Dr. rer. nat. Von 1999 bis 2001 arbeitete Müller-Quade am Imai Laboratory des Institute of Industrial Science der Universität Tokio. Dort gründete und leitete er die Forschungsgruppe für Quantenkryptographie. Im Rahmen des Emmy-Noether-Programmes war er anschließend wiederum am IAKS tätig. Ab 2008 vertrat er den Lehrstuhl für IT-Sicherheit an der Universität Karlsruhe, seit 2009 ist er ordentlicher Inhaber dieses Lehrstuhls sowie Leiter des Instituts für Kryptographie und Sicherheit. 
Müller-Quade forscht insbesondere im Bereich der Kryptographie. Ein Schwerpunkt liegt hierbei bei der künstlichen Intelligenz und bei den lernenden Systemen.